# Al-Gharafa SC
Al-Gharafa Sports Club (arabisk: نادي الغرافة الرياضي) er en fodboldklub fra Qatar. Klubben blev stiftet 6. juni 1979, som Al-Ittihad Doha, men skiftede i 2004 navnet til Al-Gharafa SC. Klubben spiller i den bedste qatarske liga, Qatar Stars League, hvor klubben har vundet mesterskabet 4 gange senest i 2009/2010.
Al-Gharafa SC har stadion på Al-Gharafa Stadium, hvor der er plads til 25,000 tilskuere. Stadionet er dog langt fra fyldt til hver kamp, selv imod klubbens stærkeste modstander.

## Spillere
Kendte spillere der spiller for klubben
- Juninho 2009-
- Younis Mahmoud 2006-

Kendte spillere der har spillet for klubben
- Nashat Akram 2008-2009
- Hakan Yakin 2008-2009